# 와리한 싸이리커
와리한 싸이리커(중국어 간체자: 瓦里汗·赛里克, 정체자: 瓦里汗·賽里克, 병음: Wǎlǐhàn Sàilǐkè, 한자음: 와리한·새리극, 1992년 3월 3일~), 또는 우앨리한 세리크(카자흐어: Уәлихан Серік)는 중화인민공화국의 레슬링 선수이다. 카자흐족으로 2020년 하계 올림픽 그레코로만형 밴텀급 부문에서 동메달을, 2018년 세계 선수권 대회에서 그레코로만형 밴텀급 동메달을 획득했다.

## 경력
와리한 싸이리커는 1992년 3월 신장 위구르 자치구 타청 지구 어민현에서 목장을 운영하는 카자흐족 주민의 아들로 태어났다. 어린 시절부터 레슬링을 한 와리한은 2004년에 어민현 유소년 레슬링 대회에서 3위에 입상했고 커라마이의 체육 학교에 진학하여 레슬링을 본격적으로 시작했다.
2011년 외리한은 신장 레슬링단에 입단하여 성인 선수 경력을 시작했으며 2013년에 중국 레슬링 국가대표로 발탁되었다. 이듬해인 2014년 4월에 카자흐스탄 알마티에서 열린 아시아 선수권 대회 자유형 페더급에 참가하여 국가대표 데뷔 경기를 가졌고 첫 상대인 이란의 모흐센 하지푸르에게 패하면서 9위를 기록했다.
2014년 이후 중국 국내 레슬링 대회에 출전하다가 2018년에 다시 국가대표 복귀했다. 와리한은 2018년 2월 키르기스스탄 비슈케크에서 열린 2018년 아시아 선수권 대회 페더급에 출전했고 7위에 올랐다. 6월에는 헝가리 죄르에서 열린 그랑프리 대회에 참가하여 키르기스스탄의 카니베크 졸추베코프의 뒤를 이어 자유형 페더급 부문 2위에 올랐고 8월에는 인도네시아 자카르타에서 열린 2018년 아시안 게임에 참가하여 자유형 페더급 7위에 올랐다. 와리한은 자카르타 아시안 게임에서 예멘의 가말 알사브리를 꺾었고 2차전 상대인 졸추베코프에게 1-6으로 패했다. 이후 패자부활전에서 조선민주주의인민공화국의 리세웅에게 패하여 대회를 마쳤다.